# Zingiber raja
Zingiber raja là một loài thực vật có hoa trong họ Gừng. Loài này được Chong Keat Lim và Kharukanant B. mô tả khoa học đầu tiên năm 2003.

## Mẫu định danh
Mẫu định danh: Lim C.K. L 6371; thu thập năm 2003, tọa độ 5°47′11″B 101°30′48″Đ / 5,78639°B 101,51333°Đ, Khu bảo tồn rừng Belum, bang Perak, Malaysia. Mẫu holotype lưu giữ tại Viện Nghiên cứu Rừng Malaysia ở Kepong, Selangor (KEP), mẫu isotype lưu giữ tại Cục Vườn quốc gia, Bảo tồn Động vật hoang dã và Thực vật ở Chatuchak, Băng Cốc (BKF).

## Phân bố
Loài này có tại miền nam Thái Lan (tỉnh Yala) và Malaysia bán đảo (bang Perak). Được tìm thấy trong vùng đồi núi, các khu rừng thường xanh rậm rạp trên đất nhiều cát, ở cao độ 150–400 m.

## Phân loại
Thuộc nhóm Zingiber gracile trong tổ Zingiber, bao gồm Z. aurantiacum, Z. elatius, Z. gracile, Z. kelantanense, Z. petiolatum, Z. raja, Z. singapurense và Z. sulphureum.

## Mô tả
Địa thực vật thân thảo lâu năm. Thân lá cao tới 2,5–3 m, nhẵn nhụi, với khoảng 9 cặp lá. Bẹ lá và cụm hoa nhẵn nhụi. Phiến lá hình elip tới hình trứng, rộng trên 9 cm, nhẵn bóng. Lưỡi bẹ 2 thùy, ngắn (~2 mm), có lông tơ. Cuống cụm hoa thẳng đứng, dài hơn cành hoa bông thóc. Cụm hoa mọc từ gốc, cao 50–62 cm. Cành hoa bông thóc hình trụ tới hình nón, dài tới 36 cm. Lá bắc màu da cam, nhạt hơn ở đáy, đỉnh hơi cong nhưng không uốn ngược. Cánh hoa màu da cam nhạt. Cánh môi màu vàng với nhiều đốm màu tía rất sẫm. Nhị lép với đốm màu vàng. Nhị hoa màu vàng ở đáy, màu tía sẫm ở đỉnh.

## Sử dụng
Sử dụng làm cây cảnh ở dạng hoa cắt cành.